# Костел Святого Архангела Михаїла та Святого Домініка (Любар)
Костел Святого Архангела Михаїла та святого Домініка — римо-католицька культова споруда, діючий католицький храм і пам'ятка архітектури місцевого значення в смт Любар Житомирської області.

## Опис костелу, його архітектурні та інтер'єрні особливості
Костел розташований у південно-східній частині Любара (Нового Любара), на невисокому березі річки Случ. Побудований в стилі бароко, з елементами готики та ренесансу. За деякими даними, певним зразком для нього стала відома базиліка Санта-Марія-делла-Салуте у Венеції. Професор Єжи Ковальчик вказує на походження такого типу споруд з Італії та наводить приклад костелів Санта Марія ді Монтесанто та Санта Марія деї Міраколі (обидва 1662—1675 років).
Храм мав разом з монастирем осьове розташування. Кляштор з обох сторін фланкував головний фасад і наву. Костел поєднував дві частини монастиря, які мали різне призначення. Таке розташування вказує на характерні впливи польських архітектурних традицій.
Дзвіниця на чотири дзвони, поєднана з сигнатуркою, розташовувалась окремо. Будівля костелу — цегляна, оштукатурена, побілена. Любарський костел, квадратний в плані, з неспокійними витятими кутами, перекритий величним куполом діаметром близько 10 метрів (вписується в правильний квадрат) і восьмикутним ліхтарем на 4 вікна. Зовні форма костелу виглядала прямокутною, а зсередини нагадувала рівнокінцевий хрест, в товстих стовпах якого по 4 кутах розташовувалися 4 невеличких каплиці. Трансептові каплиці разом з арками пресбітерія і музичного хору уподібнюють структуру грецькому хресту, поєднаному з восьмигранником. Двоарочний пресбітерій замикається апсидою. У зрізаних кутах нави розміщені у нижньому ярусі проходи, у верхньому — лоджії. У зовнішньому вигляді костелу домінує купол з восьмигранною латерною і колонним фасадом з увігнутими боками.

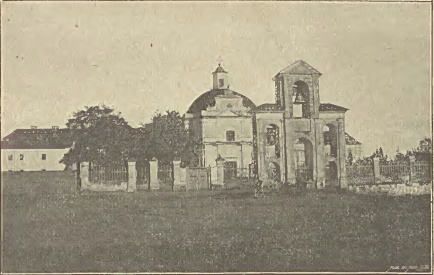
Зовнішній вигляд Любарського костелу з дзвіницею наприкінці XIX століття

Фасад храму в Любарі оформлений у нижньому ярусі іонійськими колонами (фуст колони без канелюр); верхній ярус прикрашають пілястри композитного ордеру. Вхідні двері до храму були розписані: сюжет зображував Іліодора, що лежить, побитого ангелами.
Любарський храм мав п'ять вівтарів і містив у різьбленому з дерева головному вівтарі великій образ Божої Матері Розарію в оточенні колон та скульптур св. апостолів Петра і Павла, св. Августина і св. Гіацинта (Яцка). Імітація жовтого і червоного мармуру, зелені елементи декору на білому тлі, поєднувалися дерев'яним різьбленням і позолотою. У Любарському храмі вівтарні композиції багато прикрашалися срібними шатами: св. Іоанн Непомук — срібною пальмою, св. Антоній зі срібним промінням і лілеєю тощо.
У костелі розміщувалися обов'язкові для домініканського ордену образи. Це зображення Розп'ятого Ісуса, Пресвятої Діви Марії, святих Домініка та Яцка, домініканського проповідника св. Вікентія Феррарія, а також святих Миколая, Антонія, Юди Тадея та ін.
Праворуч від головного вівтаря розміщувався другий із намальованим на полотні чудотворним образом Розп'ятого Христа в позолоченій рамі. Фон вівтаря був прикрашений люстровими пелюстками з позолотою. Третій вівтар ліворуч, був оформлений аналогічно другому, містив образ св. Антонія Падуанського; вгорі, в овальній рамі — лик св. Анни.
Четвертий вівтар у великій каплиці праворуч був присвячений св. Домініку; тут само знаходилися образи св. Франциска і св. Теклі в овальних рамах. Ліворуч, у великій каплиці розташовувалися образи домініканського проповідника св. Вікентія Феррарія, Матері Божої Ченстоховської та св. Варвари, мучениці. Усі великі образи були видовжені по вертикалі, малі — квадратні і овальні. Внутрішній простір був опоряджений 14 різьбленими з дерева фігурами і портретами представників з родини фундаторів Любомирських.
Амвон, чотири конфесіонала, як і всі вівтарі, були оздоблені уніфіковано: різьбленням, малюванням й золотінням. На престолі вівтаря стояли невеликі зображення у квадратних або прямокутних рамах, вище містився великий центральний образ святого, якому вівтар присвячувався, над ним — менші за розміром лики в овальних рамах.
Любарський костел мав нетиповий для латинських забудов центричний варіант костелу, що розташовувався на одній осі з двома крилами монастирських приміщень. Любарський ансамбль виступає як виключення, адже аналогічні структури у домініканській архітектурі на українських теренах не зустрічаються.
На жаль, більшість складових описаного багатого внутрішнього інтер'єру костелу не збереглися.

## Історія

### Заснування першого монастиря та костелу
На початку XVII століття власники Любара князі Острозькі поступово перейшли до католицизму. Вони підтримували постійні зв'язки з представниками ордену домініканців. Близько 1610 року згадується приїзд до міста генерального вікарія Руської конгрегації ордену Кипріана. Вочевидь, у Любарі мала існувати якщо не домініканська фундація, то принаймні плани щодо її спорудження. Найвірогідніше, ініціаторкою фундації була власниця Любара Софія Острозька, адже досить промовистим є зв'язок її з домініканцями — її сповідником був саме домініканець Адам Пекарський, який 1623 р. видав присвячений їй панегірик. Саме ці персональні контакти Острозьких з домініканцями, ймовірно, стали причиною пізнішої фундації любарського домініканського осередку чоловіком Софії, Станіславом Любомирським.
Дослідниця І. Ворончук, опираючись на інвентар Острозьких 1620 року, подає відомості про існування в Любарі в той час католицького храму. Останнє твердження ґрунтується на згадці в переліку жителів містечка плебана (парафіяльного католицького священика). Якийсь католицький храм мав на той час існувати, щоб обслуговувати численну католицьку спільноту великого, як на той час, містечка. Однак про цей храм жодних відомостей немає.

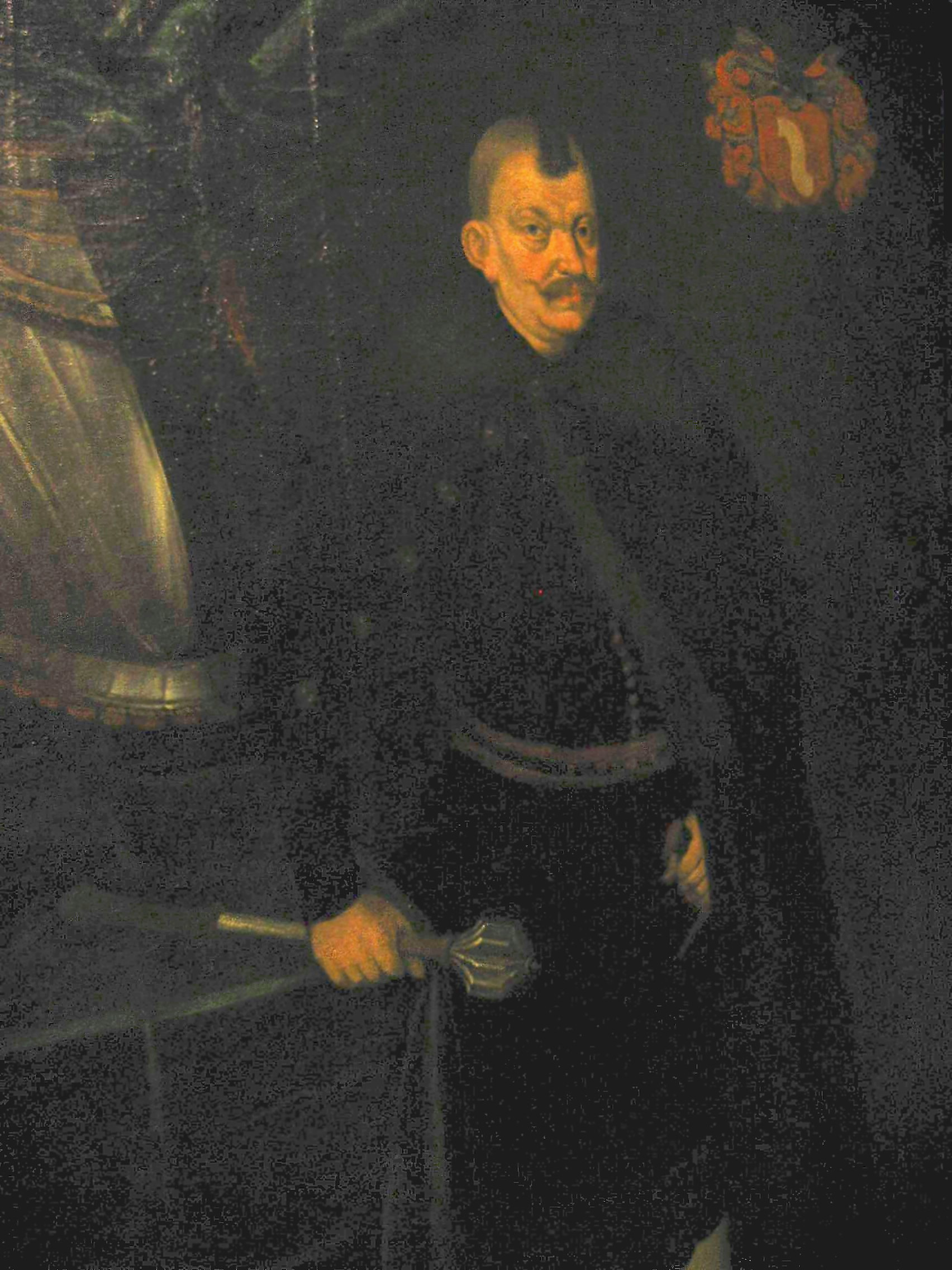
Фундатор Любарського домініканського монастиря та костелу, князь Станіслав Любомирський (1583—1649)

Любарський Домініканський монастир в Новому місті був заснований, очевидно, в 1628—1629 роках, адже першим його вікарієм 1628 року був призначений капітулою Бонавентура зі Львова, а 1632 року його було інституйовано пріором монастиря. Візитації Любарського костелу свідчать про 1630 рік заснування осередку й здійснення фундатором дерев'яних забудов. Є також дані про 1634 рік як рік заснування монастиря Засновник-донатор монастиря, воєвода Руський, князь Станіслав Любомирський, фундаційним актом від 22 лютого 1634 року надав у його власність село Филинці, чинш з млина та юридику в Любарі й 600 злотих аннуати.
Перший відомий з джерел дерев'яний костел святого Архангела Михаїла був зведений у Любарі на кошти князя Станіслава Любомирського близько 1630 року в романському стилі у вигляді хреста з восьмигранною вежею. Цей храм вважався на той час одним з найбільших на теренах України.
Частина осередку ченців у Любарі знаходилася на лівому березі річки Случ, у Старому місті, яке належало до Волинського воєводства, друга — монастир, на правому березі річки, у Новому місті, яке відносилося до Київського воєводства. Монастир був досить значним, на 15 ченців, серед них перебував о. Херубін зі Львова, лектор-теолог як апостольський місіонер. При монастирі діяла повноцінна конвентуальна домініканська школа, в якій у 1640-х роках викладалася серед інших предметів і філософія.

### Зруйнування костелу та монастиря за Хмельниччини
Під час подій Хмельниччини, в серпні 1648 року, коли Любар був захоплений повстанцями, було спалено дерев'яний костел та монастир при ньому, порубано кількох католицьких священиків. Відомі імена загиблих настоятеля монастиря Тарського, проповідника Габріеля, лектора теології отця Яцека з Кракова, проповідника о. Ципріана з Казімєжа, органіста Антонія зі Львова. Крім них загинули ще інші служителі
За Зборівським договором 1649 року, Новий Любар, де розташовувалися костел і монастир, залишився під контролем козаків, увійшовши до козацької держави. Старе місто залишилося під контролем Речі Посполитої. 1649 року, очевидно, саме в правобережній річпосполитській частині, проповідував домініканець Мар’ян з Яшлиська, автор «Теологічної тетрахії, що охоплює першопочатки зі Священної теології» (лат. „Tetrachia  theologika,  complectens principales  e Sacra Theologia”), «Хронології від заснування світу» (лат. „Chronologia ab orbe condito...”) та низки інших теологічних трактатів.

### Відновлення монастиря
У 1660-х роках Любарський домініканський монастир був відновлений, адже є відомості про його пріорів з цього часу і до початку XVIII століття. Проте, його життєдіяльність була перманентною в атмосфері майже постійних війн і загроз пограбування та знищення. Повноцінно вона відновилася лише в першій половині XVIII століття. Протягом 1697—1700 років у Старокостянтинові і Любарі служив домініканський полеміст Томаш Стефан Наргєлевич (пол. Tomasz Stefan Nargielewicz, † 1700), автор таких творів, як «Рік відплати Господа, тобто річне оголошення для всіх усього року господнього і свят як ординарних, так і екстраординарних, підготовлене тріарною працею» (лат. „Annus retributionis Domini, hos est annuale, praedicationum pro omnibus totius anni dominicis et festis tam ordinaries quam ex traordinariis  triario labore comparatum”) та «Тижневі і святкові казання на цілий рік» (пол. „Kazania niedzielne i świąteczne na cały rok”).

#### Будівництво мурованих будівель костелу та монастиря
1752 року на кошти князя Францішека Любомирського розпочинається будівництво нового костелу. Будівництво тривало 13 років. Нарешті, 4 серпня 1765 р. латинським єпископом Київським та Чернігівським Юзефом Анджеєм Залуським храм був освячений на честь святого Архангела Михаїла та святого Яна Непомуцького. 1782 року до костелу було прибудовано цегельний кляштор.

### Розквіт домініканського монастиря (друга половина XVIII-перша половина XIX століття)

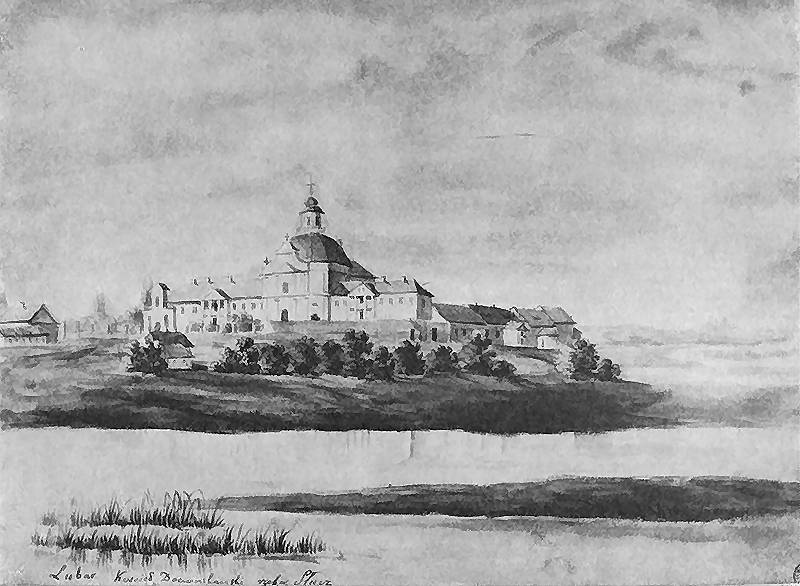
Наполеон Орда. Любар. Костел парафіяльний домініканський і кляштор. 1862—1876 рр.

На межі XVIII—XIX століть, особливо після розділів Речі Посполитої і входження Любара до складу Російської імперії, значно зростає статус Любарського кляштору. Він стає резиденцією руського провінціала та довгий час залишався в цьому статусі. Старокостянтинівська та любарська домініканські парафії мали найбільшу кількість вірних на теренах Луцько-Житомирської дієцезії. При монастирі діяв шпиталь.
Протягом цього періоду відмічається душпастирська співпраця домініканського та василіянського монастирів у Любарі. Домініканці регулярно брали участь в уніатських богослужіннях, теологічних диспутах, проголошували проповіді в уніатських церквах.
Зокрема, домініканці були присутні на похоронах василіанських ченців, целебрували (урочисто відправляти обряд) у василіян на відпусті св. Василія, під час якого василіяни відновлювали свої обітниці. На урочистість св. Онуфрія василіяни запрошували любарських домініканців, бернардинів з Чуднова, до яких також їздили на проповідництво. Князь Любомирський запрошував на похорон сяноцької каштелянової Францішки Устрицької з Тарновських як отців домініканців, так і василіян.
На початку XIX століття при Любарському монастирі діяла музична капела, де для її поповнення спеціально навчали музиці сиріт, очевидно — беручи за взірець єзуїтські музичні бурси.
В костелі та монастирі була велика галерея ікон та картин, багато з яких можна було там побачити ще в середині XIX ст.. В монастирі зберігались портрети єпископів Хелмських, Плоцьких, Луцьких, Познаньських, Краківських, п'ять портретів Римських Понтифіків, картини з Святого Письма, сім картин із зображенням нападів татар та козацьких повстань. Тут діяла також друкарня, видання якої належали до надзвичайно рідкісних. Ці факти свідчать про високодуховне життя та діяльність отців домінікан.

#### Чудодійна ікона Розіп'ятого Ісуса
Оздобою костелу була чудодійна ікона Розп'ятого Ісуса Христа. В останній чверті XVIII століття, в день святого Йосифа, Яків Новіцький, дворянин князя Єжи-Марціна Любомирського, ввечері зауважив, що ікона Ісуса Розіп'ятого, котра знаходилася в його домі, була вкрита ніби краплинками поту. Поступово краплинки поту почали висихати, лишаючи після себе слід. Сама ж ікона, котра до цього часу була темною, на котрій можна було ледь-ледь розпізнати фігури, в незвичний спосіб прояснилася.
Невдовзі ікону було урочисто перенесено до найближчої греко-католицької церкви в Гринівцях. Місцевий настоятель о. Василій Матковський, відправляючи молебень, сам бачив, як на іконі знову з'явилися краплинки поту. Те ж саме повторювалося і пізніше. Дізнавшись про все це, єпископ Ігнатій Каєтан Солтик, за висновками спеціальної комісії, визнав чудодійність ікони та наказав помістити її для публічного вшанування в Любарі, в костелі отців домініканців.
Любарське Розп'яття прославлялося за допомогою виданої 1839 року збірки молитов, численних іконок і медальйонів та спеціально отриманого від Папи відпусту. На честь ікони був складений Владиславом Сирокомлею хвалебний гімн, який починався словами:
|                        | Jezu slynący laskami w Lubarze! Nietylko ludzie stawią Ci oltarze, Lecz drża przed Tobą o Twórco I Panie! Potęgi niebios I piekiel otchlanie. |
| — Владислав Сирокомля, | |

Все це надало любарському монастирю статусу відомого санктуарію св. Христа, до якого здійснювалися численні паломництва, було багато зцілень тих, хто молився біля образу. Існував також культ Богородиці Болящої.

### Визначний інтелектуальний та освітній осередок

#### Відновлення та діяльність домініканської орденської школи

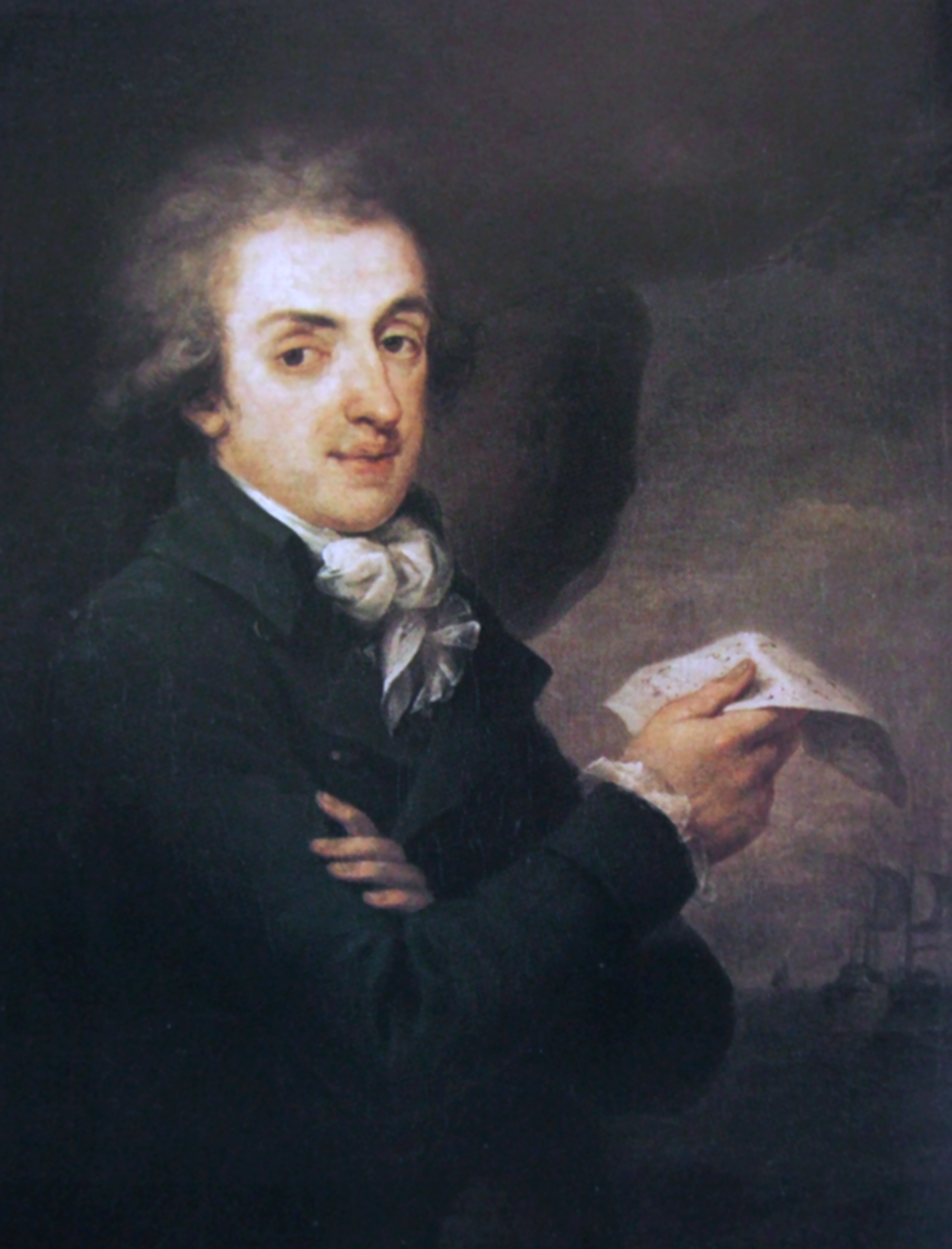
Власник Любара, меценат, благодійник Любарського домініканського монастиря та школи, Антоній Протазій Потоцький (1761—1801)

За фінансового сприяння власника Любара, визначного банкіра, промисловця й філантропа Антонія Протазія (Прота) Потоцького, наприкінці XVIII століття відновила функціонування домініканська орденська школа. У цей час монастир став другим за значенням потужним осередком освітнього й інтелектуального життя домініканського ордену на Волині після Луцька. 1800 року тут містився студіум вищого рівня, де, між іншим, викладалася грецька мова, вивчення якої не входило до програми звичайної конвентуальної школи.
Пріор домініканського монастиря, провінціал ордену, ксьондз Домінік Вишинський вирішив відкрити при монастирі конвікт, де за щорічну платню п'ятдесят дукатів за людину здійснювалося навчання відповідно до програми публічної школи. Для цього, отець Вишинський закликав відомого йому по Краківській академії пана Дашковського на посаду префекта конвікту, знайшов учителів латини, французької та німецької мов; математику, фізику, історію, польську літературу викладали отці-домінікани цього ж монастиря, які приїхали з Литви та здобули освіту у Вільненській академії. Конвікт розпочав роботу 1802 року. Першими його учнями були близько 30 дітей околичної шляхти, яких перевели сюди з бердичівських шкіл і з любарської публічної василіянської школи. Школа була чотирикласною та мала свій пансіон: тут працювало 5 вчителів, навчалося 44 учні. На межі століть при монастирі діяв також жіночий пансіон.
В становленні любарської домініканської школи значну роль відіграв візитатор (інспектор) шкіл Волинської, Подільської та Київської губерній Тадеуш Чацький, який відвідав її 1803 року та розглядав питання щодо розширення цього навчального закладу. Ті відвідини візитатором любарського конвікту власник Любара, генерал Кшиштоф Карвіцький, хотів використати для піднесення його значення серед інших навчальних закладів.
Школа утримувалась за рахунок місцевої знаті та католицького духовенства. Діти у них вивчали такі предмети як Закон Божий, основи польської граматики та арифметики, правила морально-етичної та суспільної поведінки, історію Старого Заповіту, латинську мову. Основною мовою викладання була польська. Незважаючи на те, що російську мову включили до навчальної програми, її викладали окремим учням за їхнім бажанням. Фактично програма була складена таким чином, щоб школа виховувала юних католиків у глибокому релігійному дусі та відданості католицькій церкві.
В 1813—1814 роках до Любара був тимчасово переміщений з Луцька Генеральний (університетський) студіум, що збільшило кількість студентів та спектр дисциплін у школі. Любарська школа не втратила свого статусу й надалі. Тут діяла школа для підготовки місійних проповідників, а також, школа підготовки вчителів для публічних шкіл, де вивчалися гуманітарні дисципліни, математика та фізика. Однак, вже на 1822 рік кількість учнів у Любарі скоротилася до 19, а вчителів до 1 особи. Фактично до самого закриття монастиря при ньому діяла метеорологічна обсерваторія.
У школі при Любарському домініканському монастиреві серед інших навчався Шимон Конопацький (1790–1884) — польський поет-романтик і мемуарист, підкоморій звягельський, президент Ізьби цивільної волинської (1844), маршалок Заславського повіту.

##### Монастирська бібліотека
Бібліотека Любарського монастиря була обладнана наприкінці XVIII століття на кошти князя Прота Потоцького. Згідно з реєстром 1822 року, вона була найбільшою на тлі всіх інших домініканських на Волині — містила 1438 томів. Книгозбірня активно поповнювалася за рахунок купівлі нових книг та перенесення до Любара бібліотек інших монастирів. У бібліотеці Любарського монастиря свого часу перебувало досить рідкісне почаївське видання «Богословіе нравоучительное из Богословія Антоїне, Турнели и Реіффенстуель…» 1779 р.
В Інституті рукопису НБУВ зберігаються латиномовні книги-підручники з Любарської бібліотеки отців домініканців (XVIII ст.) та теологічні трактати й інші латиномовні підручники з Любарського домініканського монастиря (XVIII ст.).
Окремі стародруки цієї книгозбірні зберігаються у видавничих та хронологічних колекціях відділу стародруків та рідкісних видань НБУ ім. Вернадського.

### Закриття школи. Занепад та закриття монастиря
Після придушення польського повстання 1830—1831 років у Любарі була ліквідована школа при домініканському кляшторі. 1832 року згідно з розпорядженням міністра внутрішніх справ, навчальне обладнання, яке знаходилось в парафіяльній школі Любарського домініканського монастиря, передавалося у відання Київського навчального округу. Тоді ж, очевидно, костел та монастир були позбавлені маєтностей, які перейшли до казни.
Після придушення польського повстання 1863 року, наступного 1864 року указом царя Олександра II від 8 листопада закривається Любарський католицький монастир і конвікт. Діючим залишився лише костел, який переходить до дієцезіальних священників.

### Подальше функціонування костелу протягом другої половини ХІХ— початку XX століття

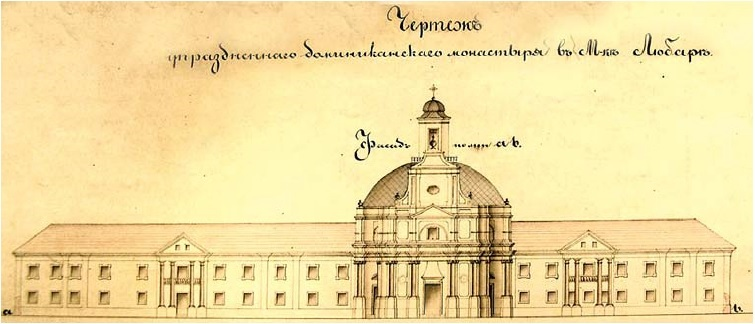
Головний фасад Любарського домініканського кляштора і костелу 1864 р. — Російський державний історичний архів (РДІА), Ф. 821, оп. 150, спр. 737.

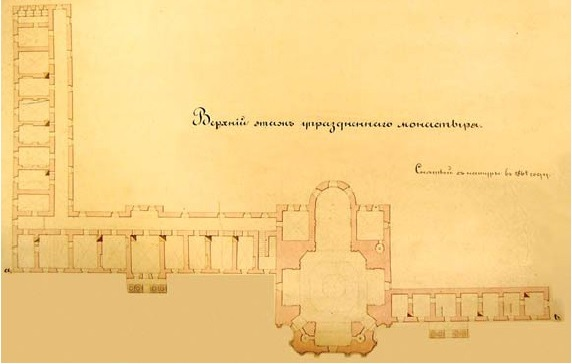
План Любарського домініканського кляштора і костелу 1864 р. — РДІА, Ф. 821, оп. 150, спр. 737.

Кресленник головного фасаду Любарського храму та кляштору, виконаний 1864 року, на момент скасування домініканського осередку і перетворення його в парафіяльний, демонструє добрий стан будівель костелу і монастиря.
Очевидно, що влада виношувала плани перетворення будівель монастиря на військовий об'єкт. Кресленик, виконаний старшим інженером Суходольським, датований 1866 роком, містив проект перебудови кляштору на військовий лазарет. В останній чверті XIX ст. в будівлях колишнього монастиря розміщувався постоєм один з полків 32 піхотної дивізії.
Проте, згідно Височайшого повеління Олександра III від 1893 року будівлі по-домініканського монастиря були передані у розпорядження жіночого Свято-Георгіївського православного монастиря.
Наприкінці XIX століття католицька парафія (2172 людини) належала до житомирського деканату. Філія її знаходилася у Великій Волиці (раніше і в Новій Чорториї); каплиці в Пединках, Мотовилівці, Вищикусах (тепер — с. Веселка) (раніше ще й у Вигнанці та Северинах). 1913 року парафія налічувала близько 3500 вірян, 1921 року їх було 4500.

### Занепад та закриття костелу за радянської влади
Зі встановленням радянської влади в Любарі костел повністю занепадає. Келії монастиря були зруйновані 1918 року. Наприкінці 1920-х років костел був спустошений і 1934 року він був зачинений.

#### Тимчасове відновлення діяльності костелу під час Другої Світової війни
Любарський костел відновив свою діяльність під час німецької окупації Любара. Його будівлі та прилегла територія також використовувалися німцями як концентраційний табір для полонених червоноармійців.

#### Остаточне закриття костелу в післявоєнний період
17 липня 1945 року в любарському костелі була відправлена остання служба (вінчання). Після війни прибудови та господарські приміщення розбиралися. Те що вціліло використовувалося для господарських потреб (під склади, погріб райспоживспілки) На звернення громади католиків про відновлення служби була одержана відповідь, що приміщення перебуває в аварійному стані і відновленню не підлягає. Згодом його закинули і він стояв пусткою та слугував звалищем відходів і нечистот. Частина території була забудована приватними будинками.

### Відбудова та відновлення функціонування костелу

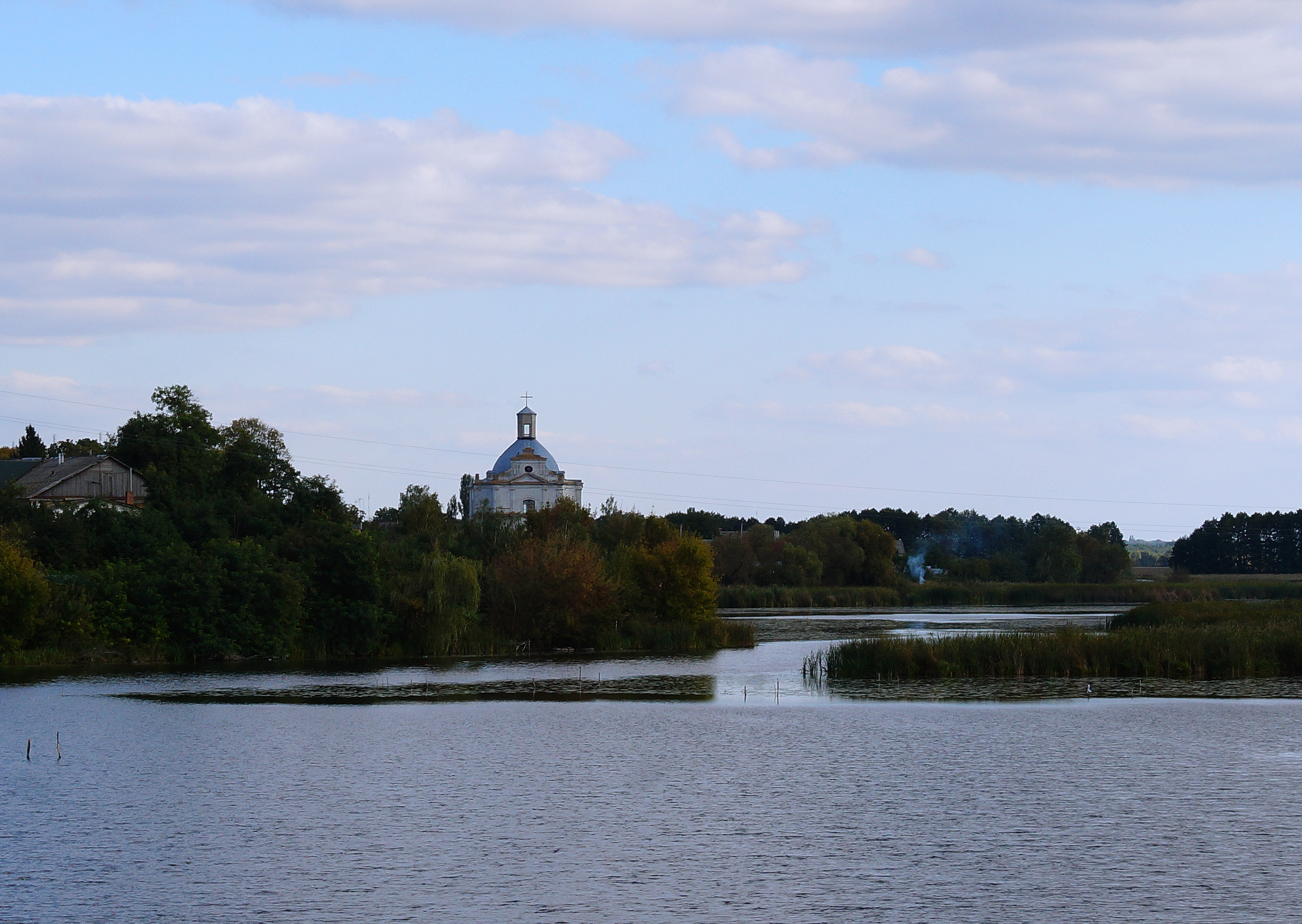
Краєвид костелу з лівого берега Случі

Наприкінці 1980-х років католицька громада Любара за підтримки о. Станіслава Широкорадюка відновила службу та потроху розпочала ремонт вцілілої частини костелу. Після відновлення будівлі освячення костелу відбулося 14 жовтня 1989 року на честь святого Архангела Михаїла та святого Домініка.
З жовтня 1993 року при костелі працюють черниці-йосифітки (згромадження Сестер св. Йосифа), котрі проживають у Новому Любарі.
У костелі особливою шаною користується копія чудотворної ікони Розіп'ятого Ісуса Любарського. Слід оригіналу цього образу загубився після 1934 року, після закриття костелу. Дізнатися, який вигляд він мав, можна на сайті Литовської об'єднаної музейної інформаційної системи.